# Carlos Nogués Pedrol
Carlos Nogués Pedrol (Santa Coloma de Queralt, 6 de novembre de 1753 – Barcelona, 23 de gener de 1817) va ser un metge català, catedràtic de medicina de la Universitat de Cervera i vicedirector del Reial Col·legi de Cirurgia Mèdica de Burgos.
L’afició de Nogués per la medicina probablement prové per la via familiar. Era metge el seu pare, Francesc Nogués, i també el seu tiet Antoni Pedrol, ambdós de Santa Coloma de Queralt. Després de graduar-se a la Universitat de Cervera el 1775, exerceix uns quants anys a la seva vila natal, on es casarà amb Josefa Calbet i Busquets i tindrà almenys dos fills: Josep (1780) i Anton (1784), que també exercirà com a metge. Carlos també tenia un germà, anomenat Llorenç, que el 1789 abandona el Reial Col·legi de Cirurgia de Barcelona per convertir-se en fusiler.
Després de retornar a la Universitat de Cervera per impartir classes (1783), publica en llatí les Quaestiones medicinae (1784-1793), un conjunt d’articles científics que permeten resseguir la seva trajectòria acadèmica. Fins a 1794 imparteix l’assignatura Matèria mèdica, a partir d’aquest any se’l designa per impartir lliçons sobre Pronòstics.
Probablement, no va fer classes sobre aquesta matèria, o ho va durant un període molt breu de temps, atès que al mateix any es desplaça a Rosselló per auxiliar les tropes que participen en la Gran Guerra (1794). Posteriorment, Nogués també és enviat a Algesires (1796), on fa una relació de les mesures que s'han de prendre per atacar la pesta en el regne de Marroc. Durant la seva estada a Algesires, que es prolonga fins a 1799, realitza continus viatges a Cervera i Madrid.
A finals de segle és nomenat vicedirector del Reial Col·legi de Cirurgia de Burgos (1799), un centre de nova creació. Segons José Danón Bretos, aquest nomenament es podria deure al suport que Nogués va manifestar en la creació de la Facultat Reunida, és a dir a la unificació de la medicina i la cirurgia, en contra dels criteris de la Universitat de Cervera, a la qual Nogués representava. Com a vicedirector del Reial Col·legi, Nogués introdueix com a professors alguns doctors que havia conegut en les campanyes militars. Així, de la plantilla de dotze professors que hi havia Burgos, nou eren catalans. Aproximadament en aquesta època publica el "Formulae quas in usum Nosocorniorum, quum Cathalauniae, tum Aragoniae Exerci tuum..." [Formulari pels Hospitals Militars], una obra que algunes fonts daten del 1803 i d'altres en el període comprès entre 1802 i 1813.
La Reial Ordre de 24 d’abril de 1804, segons la qual els estudis de cirurgia només podien ser impartits per cirurgians, altera el funcionament del Col·legi. Arran d’aquesta nova normativa, Nogués es desplaça a Barcelona. Ingressa a la Reial Acadèmia de Medicina de Catalunya (1805), i obté els càrrecs de subdelegat de Medicina i la càtedra de la Clínica de l’Escola Mèdico-Privada, gràcies a la qual disposa d’uns quants llits de l’Hospital de la Santa Creu.  
El 2 de maig de 1808 participa a Madrid en els fets de la Puerta del Sol, essent ferit al maluc dret. Un any més tard, el 25 de maig de 1809, Nogués és nomenat protomèdic de l'exèrcit a la província de Catalunya juntament amb Francesc Sanpons, amb qui mantindrà fortes discrepàncies, atès que des de 1810 Nogués ocupa un càrrec superior a Sanpons. 
Durant l’agost de 1811, denúncia que els metges militars cobren un sou molt inferior a l’habitual i suggereix que, atesa la reducció de l'exèrcit, també es reduís el nombre de metges que el servien. En aquest empeny, recomana que els metges que vulguin continuar a l'exèrcit presentin com a mèrits haver servit en ciutats assetjades o bé tenir bones referències sobre els seus coneixements i pràctica.
Nogués va morir el 23 de gener de 1817 a Barcelona, en la seva casa del carrer Bonsuccés, possiblement a causa d’una neoplàsia gàstrica.  